# Dominique Visse
Dominique Visse, né le 30 août 1955 à Lisieux (Calvados), est un contreténor et haute-contre français.

## Biographie
Dominique Visse commence la musique à l'âge de 11 ans comme membre de la maîtrise (le chœur d'enfants) dans le chœur de la cathédrale Notre-Dame de Paris.
Passionné de musique médiévale et de musique de la Renaissance, il rencontre en 1976 le pionnier moderne de la voix de haute-contre, Alfred Deller, et devient son élève. Il travaille également avec Nigel Rogers, René Jacobs et William Christie.
De 1977 à 1981, il a fait partie de l'ensemble « Les Musiciens du Prince de Conti » en qualité de flûtiste et de haute-contre.
En 1978, Dominique Visse fonde l'ensemble Clément-Janequin avec lequel il enregistre notamment une série de disques de chansons polyphoniques françaises de la Renaissance qui sont devenus de véritables références dans ce répertoire. L'année suivante, et lors de sa création, il intègre l'ensemble Les Arts florissants en tant que chanteur et transcripteur de l'ensemble.
Depuis cette époque, Dominique Visse est devenu l'un des artistes lyriques les plus demandés du milieu de l'opéra baroque, collaborant avec René Jacobs, Jean-Claude Malgoire, Philippe Herreweghe, Ton Koopman, William Christie, Alan Curtis, Nicholas McGegan, Robert King, Louis Thiry, Ivor Bolton... dans les opéras de Paris, Berlin, Cologne, Amsterdam, Lausanne, Montpellier, Houston, Barcelone, Munich, Versailles, à la Monnaie de Bruxelles, au Châtelet, en tournée au Japon et aux États-Unis... et aux Festivals d'Aix-en-Provence, d'Innsbruck et d'Édimbourg.
Dominique Visse a collaboré à une cinquantaine d’enregistrements.
En 2014, à l’invitation  de Jean Claude Malgoire, il dirige La Grande Écurie et la Chambre du Roy dans David et Jonathas H.490 de Marc-Antoine Charpentier. En 2017, il dirige l’Oratorio de Noël H.416 et La Messe de Minuit H.9 du même compositeur. En 2018, il dirige l'ensemble Clément Janequin et Les Sacqueboutiers de Toulouse à l'hôtel national des Invalides à Paris.
À partir des années 2010, il s'intéresse à la musique contemporaine. Ainsi, il chante et joue dans Mare Nostrum de Mauricio Kagel. Il lui arrive aussi d'être bassiste et de contribuer, avec cet instrument, à étonner le public en mêlant baroque et jazz. Avec Vis Musica, il s'investit totalement, au point d'interpréter tous les personnages de l'œuvre, dans une représentation folle de la cantate comique de Nicolas Racot de Grandval, La Matrone d'Éphèse.
Il est l'époux de la soprano Agnès Mellon.

## Discographie, principaux rôles
- 1982 : Actéon, dans Actéon H.481 de Marc-Antoine Charpentier (avec Les Arts florissants, direction William Christie)
- 1985 : "Fricassée parisienne", chansons de la renaissance française, avec l'ensemble Clément Janequin, harmonia mundi HMA 1901174
- 1986 : L'Enchanteresse, dans Didon et Énée de Henry Purcell (avec Les Arts florissants, direction William Christie)
- 1987 : Vêpres solennelles H.540, H.190, H.50, H.149, H.52, H.150, H.51, H.161, H.191, H.65, H.77, de Marc-Antoine Charpentier, dir. Jean-Claude Malgoire (2 CD CBS Sony 1987)
- 1992 : « Les Motets à double Chœur »  H.403, H.404, H.135, H.136, H.137, H.392, H.410, H.167 de Marc-Antoine Charpentier, Nancy Zijlstra,  Barbara Schlick, soprano, Klaus Mertens, Peter Kooij, Bass, Dominique Visse, Kai Wessel, Contre-ténor, Christoph Prégardien, Harry Van Berne, Ténor and The Amsterdam Baroque Orchestra, dir. Ton Koopman (2 CD Erato 1992)
- 1997 : Arnalta, la Nourrice dans L'incoronazione di Poppea mis en scène par David Alden à Munich. Il assure également le rôle dans la plupart des (nombreuses) reprises du spectacle et notamment celle éditée en DVD (avec l'orchestre baroque du théâtre du Liceu dirigé par Harry Bickett).
- 2011 : Tolomeo, dans Giulio Cesare in Egitto (avec La Grande Écurie et la Chambre du Roy, direction Jean-Claude Malgoire)
- 2012 : La Pythonisse dans David et Jonathas H.490 de Marc-Antoine Charpentier (avec Les Arts florissants, direction William Christie), Festival d'Aix-en-Provence, juillet 2012. DVD BelAir 2013.
- 2021 : Le Septièsme Livre de chansons de Josquin Desprez, Ricercar[8].